# Gilles Fortin (homme politique)
Pour les articles homonymes, voir Fortin.
Pour l'auteur québécois, voir Gilles Fortin.
Gilles Fortin, né le 8 février 1946 à Montréal et mort le 4 décembre 2021 dans la même ville, est un mécanicien et homme politique québécois, député libéral de Marguerite-Bourgeoys à l'Assemblée nationale du Québec de l'élection partielle du 18 juin 1984 aux élections générales de 1989, durant lesquelles il ne se représente pas.

## Biographie

### Jeunesse et carrière avant la politique
Gilles Fortin naît le 8 février 1946 à Montréal du technicien mécanicien Lionel Fortin et de Cécile Mercier. Après avoir terminé ses études secondaires, Fortin étudie à l'Institut professionnel de Lachine, d'où il sort diplômé en mécanique d'ajustage et en dessin industriel en 1963. Il retourne plus tard aux études pour effectuer des cours en gestion et en marketing. 
À partir de la fin de ses études jusqu'en 1967, date à laquelle il est promu contremaître d'atelier, il est opérateur en ajustage chez Allis-Chalmers. Il est par la suite représentant aux ventes pour la compagnie d'outillage Kennametal (en) de 1972 à 1976. De 1977 à 1980, il est vice-président et directeur des ventes et finances pour l'entreprise laSalloise les Industries Metka et devient président chez Usinage Druco en 1980.

### Carrière politique
À la suite de la démission du député libéral Fernand Lalonde le 14 mars 1984, Gilles Fortin décide de se présenter à l'élection partielle qui a lieu dans la circonscription de Marguerite-Bourgeoys le 18 juin 1984, sous la bannière des Libéraux. Il est investi candidat pour le parti libéral le 8 avril après l'avoir emporté sur le courtier immobilier Dominique Izzi avec 296 voix contre 68 pour Izzi. Il remporte l'élection contre le péquiste Maurice Maisonneuve, qu'il bat aussi aux élections générales subséquentes en 1985.
Durant ses mandats, il est principalement un député d'arrière-ban, et a notamment qualifié son rôle de « peu valorisant ». Il appuie le bilinguisme intégral et fait partie d'une majorité qui a soutenu le projet de loi 178.
Il ne se représente pas aux élections générales de 1989, citant notamment la difficulté de concilier sa vie d'homme d'affaires avec celle de député,.

### Après la vie politique
Après 1989, il redevient président d'Usinage Druco, ainsi que de Canbec Métal. Plus tard, il s'implique dans la fondation de l'hôpital de LaSalle. Il meurt le 4 décembre 2021 à l'âge de 75 ans,. La cérémonie funéraire a lieu à LaSalle.
Il était membre de la Society of Manufacturing Engineers (en), de la Société de contrôle numérique et du Club d'administration industrielle du Canada. Il avait aussi rejoint les organismes caritatif des Chevaliers de Colomb et du Club Optimiste (en).
Il a eu deux filles, Sonia et Mélanie.

## Résultats électoraux
|                                                                                             | Nom                     | Parti               | Nombre de voix | %      | Maj.   |
| ------------------------------------------------------------------------------------------- | ----------------------- | ------------------- | -------------- | ------ | ------ |
|                                                                                             | Gilles Fortin (sortant) | Libéral             | 19 469         | 73,4 % | 13 350 |
|                                                                                             | Maurice Maisonneuve     | Parti québécois     | 6 119          | 23,1 % | -      |
|                                                                                             | John Commins            | NPD Québec          | 795            | 3 %    | -      |
|                                                                                             | Gilles Rivest           | Socialisme chrétien | 128            | 0,5 %  | -      |
| Total                                                                                       | Total                   | Total               | 26 511         | 100 %  |        |
| Le taux de participation lors de l'élection était de 74 % et 453 bulletins ont été rejetés. |                         |                     |                |        |        |

|                                                                                               | Nom                 | Parti            | Nombre de voix | %      | Maj.   |
| --------------------------------------------------------------------------------------------- | ------------------- | ---------------- | -------------- | ------ | ------ |
|                                                                                               | Gilles Fortin       | Libéral          | 13 030         | 83,1 % | 10 618 |
|                                                                                               | Maurice Maisonneuve | Parti québécois  | 2 412          | 15,4 % | -      |
|                                                                                               | Louise Gravel       | Parti république | 229            | 1,5 %  | -      |
| Total                                                                                         | Total               | Total            | 15 671         | 100 %  |        |
| Le taux de participation lors de l'élection était de 46,8 % et 248 bulletins ont été rejetés. |                     |                  |                |        |        |

### Médiagraphie
: document utilisé comme source pour la rédaction de cet article.
- « Les résultats électoraux depuis 1867, Maisonneuve à Matane–Matapédia », sur Assemblée nationale du Québec, 2024 (consulté le 28 mars 2024).